# Éder Citadin Martins
Éder Citadin Martins, mer känd som endast Éder, född 15 november 1986 i Lauro Muller, är en italiensk-brasiliansk fotbollsspelare (anfallare) som spelar för Criciúma.

## Klubbkarriär
Den 17 januari 2023 blev Éder klar för en återkomst i Criciúma, där han skrev på ett tvåårskontrakt.

## Landslagskarriär
Den 28 mars 2015 debuterade Éder för Italiens landslag i en 2–2-match mot Bulgarien, där han även gjorde sitt första mål.